# Deister
Deister er en række skovklædte bakker eller småbjerge i den tyske delstat Niedersachsen, omkring 25 km. sydvest for byen Hannover, i Calenberger Bergland i den nordligste del af det Niedersächsisches Bergland. Området ligger i landkreisene Schaumburg, Hameln-Pyrmont og Region Hannover. 
Nogle regner også Deister som en del af Weserbergland.
Deister går i en nordvestlig retning fra Springe i syd til Rodenberg i nord. Den næste række, der ligger i den sydlige del kaldes Lille Deister. De er omgivet af Springe, Wennigsen, Barsinghausen, Bad Nenndorf, Rodenberg og Bad Münder (mod uret, begyndende i syd). Det har en samlet længde på 21 km, og stiger i Höfeler til en højde på 395 meter. Det højeste punkt er Bröhn med 405 moh.
Fra det 17. århundrede og frem fandtes flere kulminer, de sidste blev forladt i 1950'erne. Sandsten fra stenbrud i Altenhagen blev brugt i flere vigtige byggerier over hele Europa, herunder operahuset i Hannover og Rigsdagsbygningen i Berlin.

## Bjerge
Deisterkammmen er mellem 277 m (Nienstedter Pass) til over 400 m høj. Det højeste punkt er med 405 moh. Bröhn.
- Bröhn (405 moh.) – med Annaturm
- Höfeler (395 moh.) – med Flugsicherungsanlage
- Reinekensiekskopf (382 moh.) – med Nordmannsturm
- Hohe Warte (379 moh.)
- Fahrenbrink (376 moh.)
- Großer Hals (361 moh.) – med Fernmeldeturm
- Ebersberg (355 moh.)
- Bielstein (Steilfelsen, 344 moh.) med Schutzhütte
- Egge (339 moh.)
- Kniggenbrink (312 moh.)
- Kalenberg (310 moh.)
- Strutzberg (198 moh.) – med Belvedereturm

## Eksterne kilder og henvisninger
- Wikimedia Commons har flere filer relateret til Deister
- Website zum Deister Arkiveret 18. juni 2011 hos  Wayback Machine
- Deister, Deistertürme, Radweg Deisterkreisel Arkiveret 15. juni 2011 hos  Wayback Machine
- Ehemaliger Kohlebergbau im Deister Arkiveret 25. november 2011 hos  Wayback Machine
- Ausflugsziele im Deister Arkiveret 24. september 2017 hos  Wayback Machine

52°15′N 9°30′Ø / 52.250°N 9.500°Ø